# نورمن فل
نورمن فِل (انگلیسی: Norman Fell؛ ۲۴ مارس ۱۹۲۴ – ۱۴ دسامبر ۱۹۹۸) هنرپیشه اهل ایالات متحده آمریکا بود. از فیلم‌هایی که وی در آن نقش داشته است می‌توان به اسلج همر!، فارغ‌التحصیل، سرنوشت مارتی فاین، فرودگاه ۱۹۷۵ و سگ‌دو اشاره کرد.